# Tennessee Centennial and International Exposition

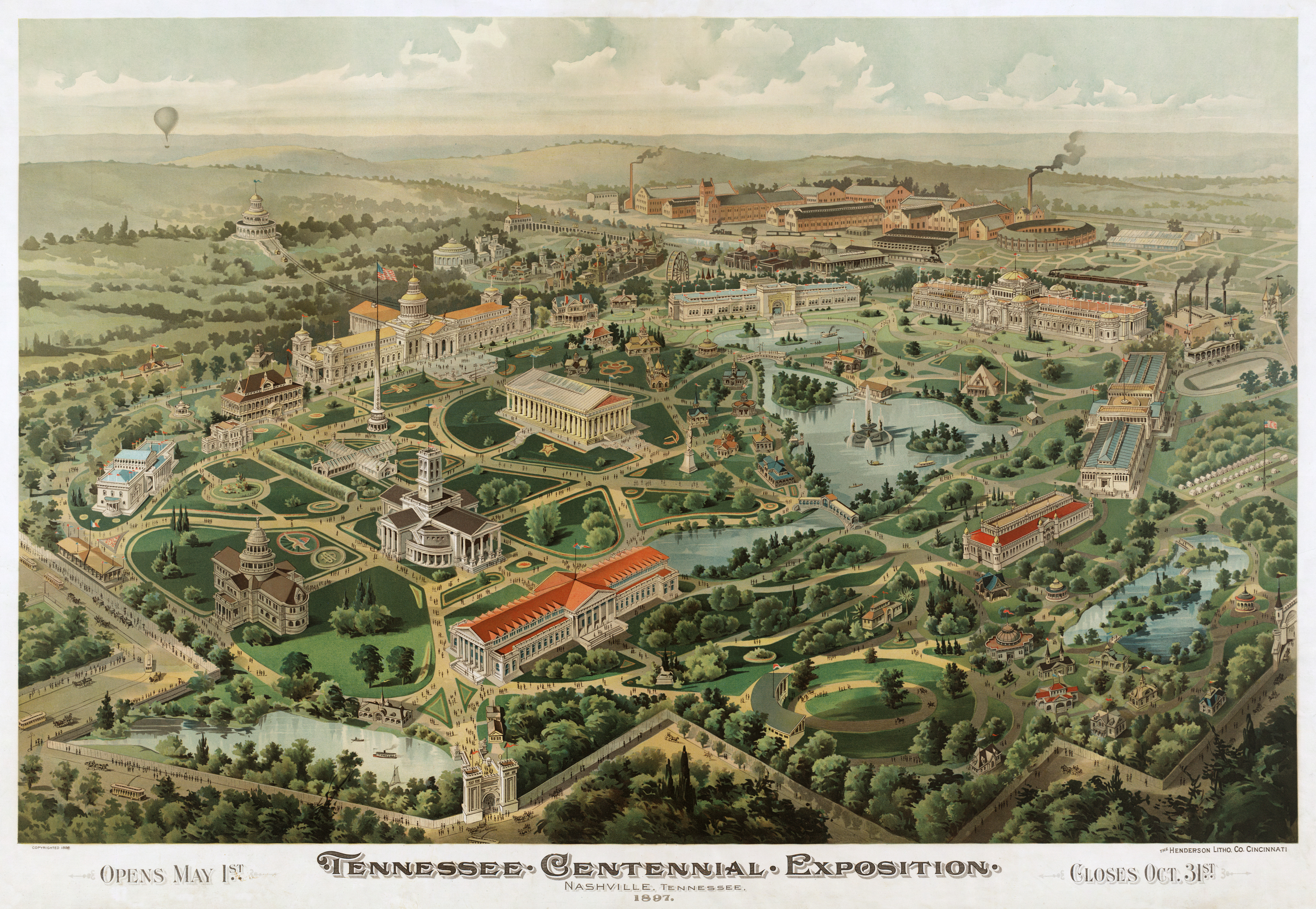
Utställningen ur fågelperspektivet. Färgstenstryck av Henderson Litho Co., 1896.

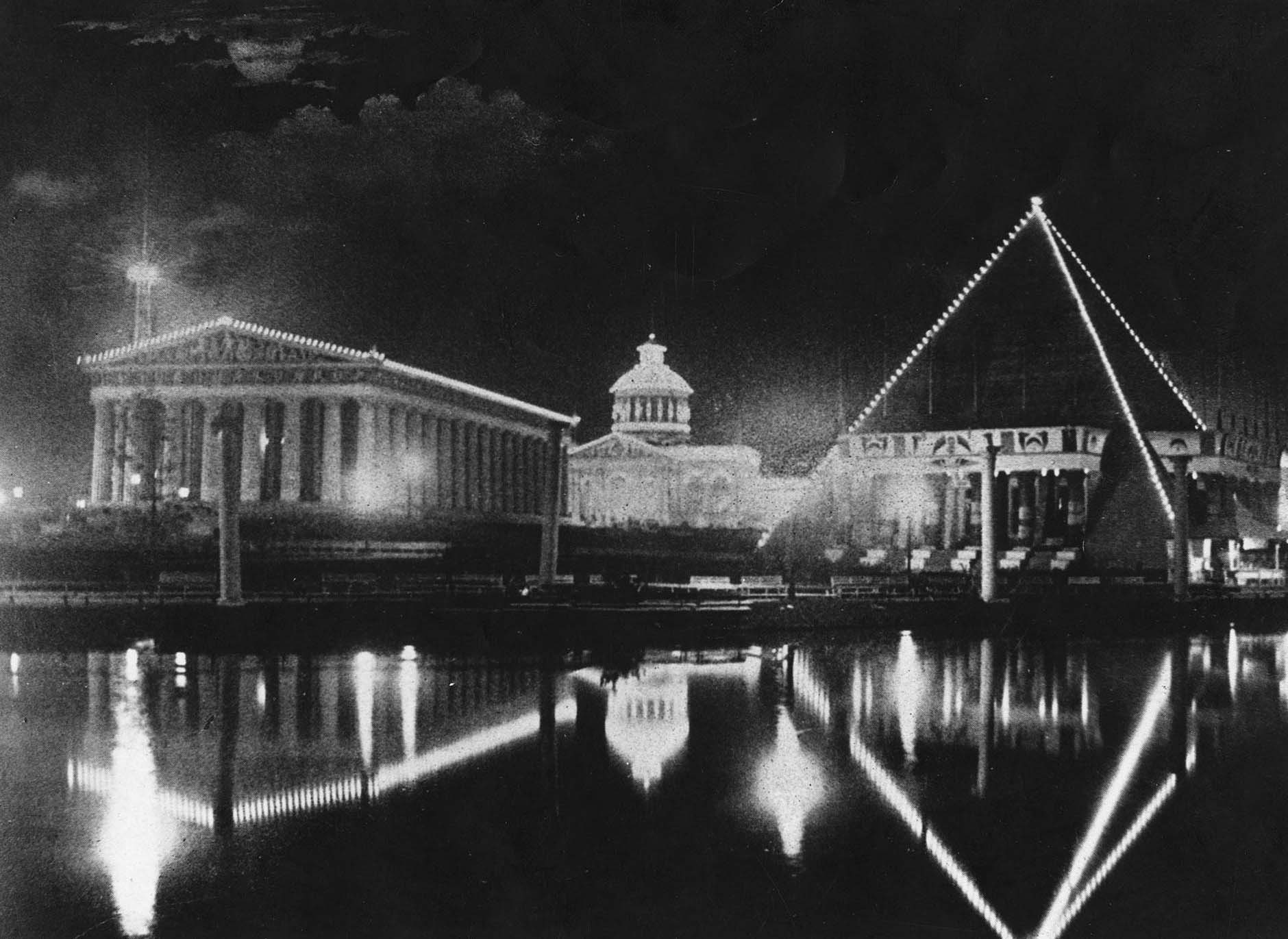
Nashville- och Memphispavilijonerna nattetid, sedda över Watauga Lake, med Commerce Building bakom.

Tennessee Centennial and International Exposition var en utställning under perioden 1 maj-31 oktober 1897 i Nashville, Tennessee, USA till 100-årsjubileet av Tennessees inträde i den amerikanska unionen 1796, även om det var ett år för sent.
Flera städer och organisationer byggde byggnader och utställningshallar i området, oftast belägna längs med stadens västra spårvägar. Bland de mer framstående var värdstaden Nashville själv, och Memphis. Nashville designade sin paviljong efter Parthenon i Grekland, inspirerad av stadens smeknamn Söderns Aten. Till ära av stadens egyptiska namn uppförde Memphis en stor pyramid. Dessa byggnader har senare rivits, men "ekon" av dem har bevarats i båda städerna. Nashvilles tillfälliga Parthenon rekonstruerades i tillfälligt material i ett projekt åren 1920-1931 och har bevarats som konstgalleriet Parthenon på den ursprungliga utställningsplatsen, som blev Centennial Park.  Under 1990-talet byggdes i Memphis en sportanläggning, Pyramid Arena, i formen av en stor pyramid vid Mississippiflodens bankar.
Andra attraktioner var  Negerpaviljongen, gondolerna på Wataugasjön (som fortfarande finns kvar i parken) och Egyptiska paviljongen med orientaliska dansare. Utställningen blev en stor framång och räknas som ett av de största evenemangen någonsin i delstaten. Till skillnad från många världsutställningar gick det inte med ekonomisk förlust, trots att den slutliga redovisningen visade en direkt vinst på mindre än $ 50.